# Монтгомери, Роджер, 1-й граф Шрусбери
Ро́джер (II) де Монтго́мери (фр. Roger de Montgommery, англ. Roger of Montgommery; около 1029 — 27 июля 1094) — нормандский аристократ, соратник Вильгельма Завоевателя, сеньор де Монтгомери с 1040-х годов, виконт Иемуа с около 1046/1047 года, сеньор д’Алансон после 1060 года до 1077/1079 года, сеньор де Беллем в 1071—1077/1079 годах, барон Арундела и Чичестера с 1067/1068 года, 1-й граф Шрусбери с 1074 года, один из крупнейших магнатов Англии конца XI века.
Благодаря браку с Мабель де Беллем Роджер распространил свою власть на владения Беллемского дома, располагавшиеся как на южной границе Нормандии, так и в Иль-де-Франс и графстве Мэн. Он не участвовал в первом этапе нормандского завоевания Англии в 1066 году, оставшись в Нормандии помогать жене Вильгельма управлять герцогством, однако в 1087 году отправился в новое королевство, получив там обширные и богатые владения в 12 графствах, в основном в Шропшире и Западном Суссексе. Позже Роджер получил и титул графа Шрусбери. В Шропшире он создал ряд оборонительных замков на границе с Уэльсом (Шропширская марка).
После смерти Вильгельма I Завоевателя Роджер, как и некоторые из его сыновей, в 1088 году присоединился к восстанию против нового английского короля Вильгельма II Рыжего, однако вскоре покинул ряды восставших. Никаких последствий для него участие в мятеже не имело. В 1093 году Роджер предпринял поход в Уэльс. Чувствуя приближение смерти, он в 1094 году постригся в монахи основанного им аббатства Шрусбери, где и умер. Его владения были разделены между двумя старшими из выживших сыновей: Роберт де Беллем, который после убийства матери унаследовал её владения, получил отцовские земли в Нормандии, а Гуго — английские владения и титул графа Шрусбери.
Роджер был единственным из вассалов Вильгельма Завоевателя, в честь которого было названо британское графство — Монтгомеришир в Уэльсе.

## Происхождение и ранняя биография

### Происхождение
Роджер происходил из нормандского рода Монтгомери, владения которого располагались в основном в центральной части Нормандии в низовьях реки Див, которые интенсивно заселялись норманнами. В хартии, данной аббатству Троарн, Роджер II назвал себя «норманном из всех норманнов», явно гордясь своим происхождением от викингов. По мнению независимого медиевиста Кэтлин Томпсон, либо Роджер был потомком первых скандинавов, селившихся в Центральной Нормандии, которые не зависели от Руанского анклава, не имея связей с герцогской семьёй, либо его предки могли поселиться в холмах Монтгомери, которые было легче оборонять, прибыв сюда во время переселения норманнов на запад в середине X века. Центром их владений был Монтгомери (современные коммуны Сен-Жермен-де-Монгомри и Сент-Фуа-де-Монгомри во французском департаменте Кальвадос). Кроме того, Монтгомери находились в родстве с герцогами Нормандии. В середине XII века Роберт де Ториньи в «Деяниях герцогов Нормандии», используя свидетельства XII века, вставил генеалогию ряда нормандских семей, в том числе и Монтгомери; в частности, он указывает некоего Гуго де Монтгомери, мужа Жоселины, называемой дочерью Вевы, сестры герцогини Гунноры, второй жены Ричарда I. Их сыном хронист показывает Роджера II. Хотя сообщения Ториньи о роде изобилуют ошибками (например, Роджер II в хартии, данной аббатству Троарн, называет своим отцом Роджера, а не Гуго), подобную же генеалогию приводит Иво, епископ Шартра, в написанном в XII веке письме. Единственное отличие от генеалогии Ториньи заключалось в том, что епископ сестру Гунноры называет не Веви, а Сенфрией. К. Томпсон считает, что данную генеалогию, несмотря на ошибки, можно взять за основу, считая, что в ней пропущено поколение, тем более что имя Гуго в дальнейшем встречается в роду Монтгомери. По мнению исследовательницы, Гуго де Монтгомери мог жениться около 990-х годов на Жоселине, а около 1000 года у них родился сын Роджер I.
Первым достоверно известным представителем рода был Роджер I (умер до 1048), который во время правления герцога Роберта Дьявола (1027—1035 годы) занимал видное место среди нормандской знати. Он был сеньором Монтгомери, а также виконтом области Иемуа, однако во время анархии (1035—1040-е годы), сопровождавшей несовершеннолетие Вильгельма Завоевателя, попал в опалу и был изгнан из герцогства. Нормандский хронист XI века Гильом Жюмьежский сообщает, что будущий граф Шрусбери был одним из пяти сыновей Роджера I.
В ряде источников женой Роджера I называют Жоселину, однако, согласно исследованиям К. Томпсон, она была матерью Роджера I. В одной из хартий Монтгомери осталась часть имени жены — «mams». Томпсон на основании ономастических данных предположила, что её могли звать Эмма. Известно, что она дожила до 1068 года, когда она продолжала быть патроном монастырей Бюре и Сен-Пере.

### Ранняя карьера

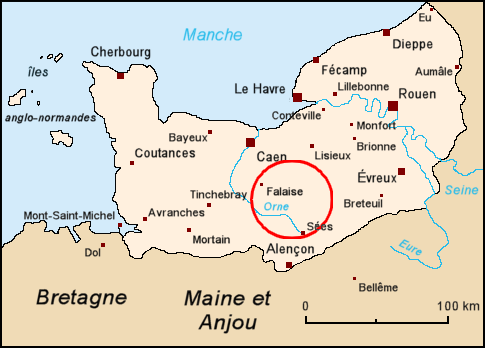
Область Иемуа на карте Нормандии

Год рождения Роджера неизвестен; вероятно, он был примерно одного возраста с герцогом Нормандии Вильгельмом. Поскольку в момент смерти ему было около 65 лет, то рождение можно отнести к 1029 году. Когда его отец был изгнан из Нормандии, по сообщению Гильома Жюмьежского, он, как и его братья, остались в Нормандии. Двое из них, Гуго и Уильям, погибли во время периода анархии, сопровождавшего малолетство Вильгельма Завоевателя. В этот же период погиб или умер ещё один сын Роберт. В итоге до 1060-х дожили двое из сыновей Роджера I, Роджер II и Гилберт (Жильбер).
В какой-то момент Турстан ле Гоз, которому после смещения Роджера I досталось виконтство Иемуа, уже сам был смещён, а титул был передан Роджеру II. К. Томпсон считает, что отставка сподвижников герцога Роберта совпадает с приходом к власти молодого герцога Вильгельма, который, возможно, был готов доверять юноше своего возраста, хотя не исключено, что это было признанием того, что Монтгомери настолько прочно обосновались в регионе, что игнорировать подобное не получалось. Так, между 1043 и 1048 годами имя Роджера II встречается в качестве управляющего родовыми владениями в Иемуа, когда он подтвердил дарение вассала Жюмьежского аббатства монастырю Фонтен-ле-Бассе. По мнению исследовательницы, вероятно, виконтом Роджер стал около 1046/1047 года.

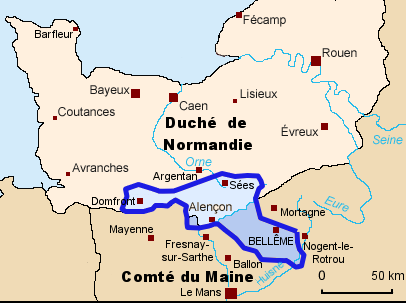
Владения, контролируемые Беллемским домом

О силе и положении, занимаемом Роджером, свидетельствует тот факт, что Гильом II Талвас, изгнанный из своих владений, обратился к нему за помощью в возвращении своих земель. Предвидя будущую выгоду, Роджер приютил изгнанника, но ценой помощи стала рука Мабель де Беллем, дочери Гильома. Этот брак дал Роджеру возможность претендовать на владения Беллемов, увеличив владения Монтгомери. Некоторые историки полагают, что герцог Вильгельм воспользовался возможностью передать владения Беллемов в надёжные руки, однако в подобном сомневается К. Томпсон, указывая, что в этот период герцог Нормандии вряд ли мог навязать свою волю фактически независимой семье Беллемов. Эти владения были достаточно важны для правителей Нормандии, на протяжении века в них нередко проводились их военные кампании. Томпсон считает, что переход владений Беллемов под контроль могущественных сеньоров Монтгомери, которые признавали себя вассалами герцогов Нормандии, был крайне выгоден для Вильгельма; этот брак был желателен для герцога, но навязать его он не имел возможности. По мнению исследовательницы, возможно, что именно установление контроля над владениями Беллемов привело герцога Нормандии к признанию прав Роджера на титул виконта Иемуа. Судя по всему, Роджер после смерти Арнульфа де Беллема помог тестю вернуть владения. Сам брак был заключён около 1050 года. Гильом Талвас умер после 1060 года, после чего его земли унаследовала Мабель, за исключением части, доставшейся её единокровному брату Оливье.
Есть много свидетельств, что в 1050-е годы Роджер устанавливал свою власть во владениях жены. Так, он вместе с Мабель основал монастырь в Се, хотя его развитию, как сообщает Ордерик Виталий, мешали постоянные боевые действия в регионе. Однако, как отмечает К. Томпсон, пожертвования монастырю указывают, что, несмотря на нестабильную ситуацию, Монтгомери удалось утвердить здесь свою власть. Есть свидетельства, что со временем Роджеру удалось распространить её и на владения Беллемов за пределами Нормандии. Так, в 1050-е годы Ив II де Белем, епископ Се, которому принадлежал Беллем, покинул графа Анжу и оказался среди сторонников герцога Нормандии. Судя по всему, когда в 1063 году герцог Вильгельм проводил в графстве Мэн военную кампанию, Роджер уже обладал властью там.

### Советник герцога Нормандии

Центры владений Монтгомери на территории Нормандии. Конец XI века

Хронист Гийом из Пуатье сообщает, что в 1050-е годы Роджер де Монтгомери вместе с Гильомом (Уильямом) Фиц-Осберном были доверенными советниками Вильгельма Завоевателя, что подтверждается присутствием их имён на герцогских хартиях этого времени. Часто интересы герцога и Роджера совпадали. В военной кампании 1051/1052 года Вильгельм отразил вторжение графа Анжу Жоффруа II Мартела. Осенью герцог Вильгельм организовал поход к Домфрону, чтобы выбить оставленный там графом Анжу гарнизон. Однако захватить замок сходу не удалось, осада затянулась до 1052 года. Жоффруа Мартел предпринял поход, чтобы снять её. Он по всем правилам рыцарства отправил герольда, который встретился с патрулирующими окрестности Роджером де Монтгомери и Гильомом Фиц-Осберном, сообщив, что атака начнётся на следующий день. Узнав о том, что король Франции предпринял поход на Тур, он был вынужден удалиться. Герцог воспользовался передышкой, чтобы захватить Алансон, после чего вновь обратил внимание на Домфрон. Замок сдался весной 1052 года, причём Монтгомери отличился во время его осады и смог получить часть наследства жены. По мере того как положение герцога в Нормандии становилось всё прочнее, Роджер извлекал всё больше выгоды из своей постоянной поддержки, которую он ему оказывал. В результате ему удалось вернуть захваченные владения Беллемов и сохранить их. К 1060-м годам в его собственности находились земли, простиравшиеся от устья реки Див через Пэй-д’Ож до верховий Орна, а затем на юг до Алансона с северной части графства Мэн. Для укрепления власти Роджер создавал монастыри. Кроме восстановления около 1050 года монастыря в Троарне, основанного ранее отцом, он в последующее десятилетие основал в землях, где пока что его власть не была прочной, женский монастырь Альманеш. В итоге к 1067 году Роджер упрочил своё влияние как в Иемуа, так и во владениях жены, одновременно обеспечив безопасность южной границы Нормандии. В 1060-е годы Роджер продолжал действовать и как виконт Иемуа. Когда в 1063 году Эд Стиганд отказался от патронажа над основанным им монастырём Экажёль, Вильгельм передал его именно Монтгомери.
Ордерик Виталий указывает, что в этот период на Роджера имела большое влияние жена, объясняя этим несчастья, свалившиеся на семью Жируа. Мабель ненавидела представителей этого рода, с которым враждовал её отец. Из-за этого она конфликтовала с аббатством Святого Эвруля в Пэй-д’Ош, патронами которого были Жируа, в результате чего к ней крайне отрицательно относился хронист Ордерик Виталий, который был монахом в этом монастыре. При этом, хотя он не скрывает своей ненависти к жене Роджера, для него самого он нашёл немало лестных слов. Эта вражда привела к тому, что Мабель убедила герцога изгнать и конфисковать владения Арнольда Эшофурского, сына Гильома Фиц-Жируа, которого в своё время изуродовал её отец. В 1063 году Арнольд смог добиться от герцога Вильгельма помилования с обещанием возвращения владений. Подобное не устроило Мабель, получившую часть из отобранных владений. Её муж предоставил Арнольду право свободного проезда через свои земли, того сопровождал Жильбер де Монтгомери, последний из оставшихся в живых брат Роджера. По дороге они остановились переночевать в принадлежавшем ранее Жируа замке Эшофур. Слуги предложили Арнольду отведать закуски, которые Мабель приказала им выделить, но тот, получив предупреждения от друга о возможности предательства, отказался прикасаться к мясу и вину. Жильбер, не подозревавший о коварстве, выпил отравленное вино из чаши и умер через 3 дня. Позже Мабель всё же удалось отравить Арнольда, подкупив его камергера.
В 1066 году Роджеру удалось договориться с аббатом монастыря Ла-Трините-дю-Мон в Руане относительно земли в Живервиле (департамент Эр), ранее переданной аббатству Гильомом Фиц-Жируа. В 1071 году умер дядя Мабель, епископ Се Ив II де Беллем, после чего она вместе с Роджером унаследовала оставшуюся часть владений Беллемов.

### Английский граф

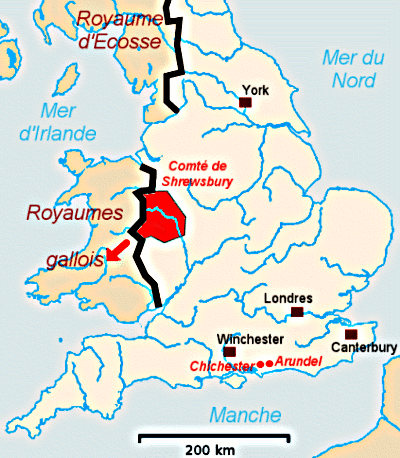
Владения в Англии

В 1066 году герцог Вильгельм начал завоевание Англии. Хотя некоторые поздние исследователи заявляли, что Роджер находился в составе армии вторжения, ни один из современных ему хронистов не подтверждает это. Будучи одним из лучших военачальников и советников герцога, он участвовал в собрании баронов, на котором было решено предпринять поход в Англию, Вильгельм решил оставить его вместе с Роджером де Бомоном в Нормандии, чтобы помочь управлять герцогством его жене Матильде. Мишель Боюар указывает, что Роджер обладал определённым влиянием на всю нормандскую аристократию. Соответственно, ни он сам, ни его старшие сыновья-подростки не принимали участие в битве при Гастингсе. При этом именно Монтгомери указал хорошее место в своих владениях, где можно было сосредоточить войска и погрузить его на корабли, — неподалёку от аббатства Троарн. В Англию он отправился только в ноябре 1067 года, сопровождая Вильгельма, возвращавшегося в своё новое королевство после визита в Нормандию. Весной 1068 года он в числе других представителей англо-нормандской знати участвовал в церемонии коронации королевы Матильды, жены Завоевателя.
Вскоре Роджер получил в Англии владения. Ордерик Виталий сообщает, что пожалования происходили в два этапа: сначала тот получил Арундел и Чичестер, а затем Шропшир. В результате земли Роджера располагались как на южном побережье, так и на границе с Уэльсом. Подобное положение (на острове Уайт и в Херефордшире) занимал только его родственник и соратник, Уильям Фиц-Осберн. При этом под Арунделом и Чичестером подразумеваются рейпы в Западном Суссексе, а не титул графа Арундела, который ему ретроспективно присваивают некоторые исследователи, но который он никогда не носил. Это пожалование, судя по всему, относится к 1067/1068 году. Не исключено, что первоначально ему было пожаловано больше владений, чем указано в «Книге Страшного суда». Высказывались предположения, что Роджер получил весь Западный Суссекс вплоть до реки Эйдер, однако потерял часть владений к январю 1073 года. Судя по всему, именно Роджер построил замок Арундел, ставший важным административным центром.
Второе пожалование, вероятно, произошло в 1070/1071 году — после восстания графа Эдвина, когда Мерсия была разделена на несколько частей. При этом Роджер получил примерно 7/8 территории Шропшира, за исключением 50—60 поместий, располагавшихся преимущественно на южной границе графства, где, судя по всему, обосновались арендаторы Уильяма Фиц-Осберна. Вскоре после этого Роджер получил титул графа Шрусбери, став одним из двух нормандских виконтов, которые получили в Англии высший титул (вторым был Гуго д’Авранш, 1-й граф Честер). Долгое время считалось, что графский титул он получил в 1071 году, но Кристофер Льюис на основе изучения хартий сделал вывод, что создание титула следует отнести к периоду между 1 и 24 декабря 1074 года. При этом в одном из предыдущих исследований сам Льюис относил пожалование к 1068 году — одновременно с предоставлением Роджеру Шропшира, возможно, со статусом палатината.

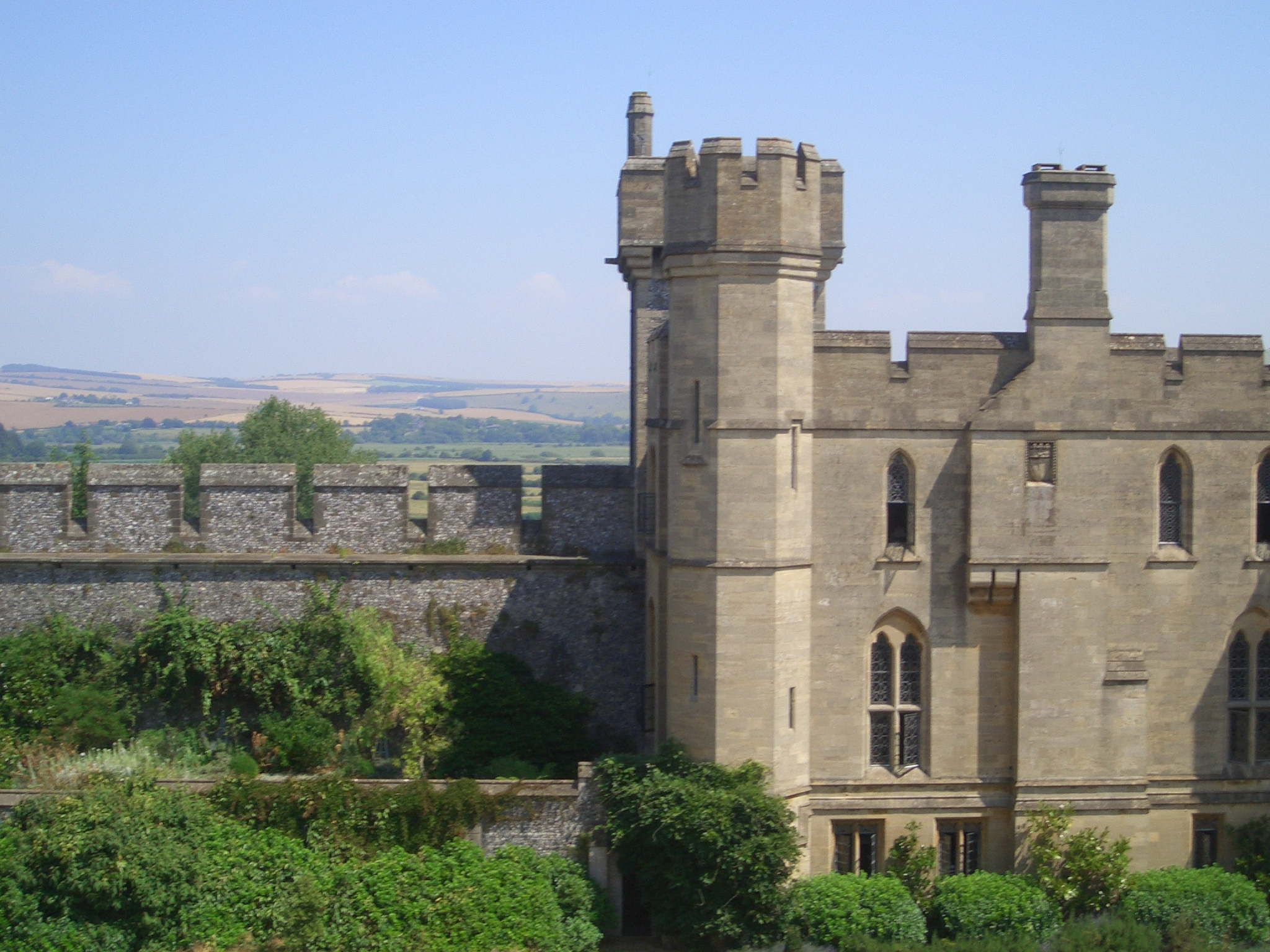
Стена замка Арундел, заложенного Роджером де Монтгомери

Высокое положение Роджера показывает тот факт, что около 12 его вассалов разного уровня достатка стали в Англии главными арендаторами. Среди около 60 арендаторов в Суссексе было очень мало главных арендаторов; за одним исключением никто из них позже не получил владений в Шропшире, где, впрочем, среди его вассалов было не менее 11 главных арендаторов. Из них трое, имевших владения на юге графства, судя по всему, получили их до назначения Роджера. Среди тех, кто получил владения в Северном Шропшире, был и родственник Роджера, Уильям де Варенн, который владел почти таким же количеством земель. Доктор философии Дж. Мейсон отмечает, что люди, связанные с Монтгомери в Нормандии, по большей части получили владения в Шропшире, а не в Суссексе.
Сам Роджер лично держал либо самые ценные поместья, либо самые ценные из комбинации соседних поместий, а менее ценные он отдавал в аренду. В Суссексе он сохранил себе 6 поместий, ранее принадлежавшие семье эрла Годвина, а 6 других отдал в аренду (большинство — нормандским религиозным учреждениям); в Шропшире Роджер оставил себе 11 поместий, ранее принадлежавшие эрлу Мерсии, 18 же других роздал вассалам. К 1086 году он значительно консолидировал свои земли, хотя в его владении и оставались разбросанные поместья в разных графствах.
В Западном Суссексе была схожая ситуация. Одним из главных арендаторов был Роберт Фиц-Тетбалд, шериф рейпа Арундел, который владел более чем 30 поместьями в Норт-Даунсе, в том числе Пулборо, позволявшим контролировать важный брод через Аран. Другим важным арендатором был Уильям де Анслевиль, владевший половиной поместий в Саут-Даунсе; некоторые из них располагались по обе стороны дороги Стейн-Стрит, которая соединяла Чичестер с Лондоном.
Согласно «Книге Страшного суда», в 1086 году Роджер владел 276 поместьями в качестве главного арендатора и 80 поместьями в качестве субарендатора. Основные владения располагались в Шропшире и Суффолке; другие поместья располагались в 10 разбросанных по королевству графствах. Больше всего их было в Стаффордшире, а кроме того — в Вустершире, Глостершире, Кембриджшире, Мидлсексе, Суррее, Уилтшире, Уорикшире, Хартфордшире и Хэмпшире. Первоначально Роджер вместе с Уильямом Фиц-Осберном уступали по богатству только единоутробным братьям короля, а после падения в 1075 году сына Уильяма превосходство Монтгомери над остальными нормандскими аристократами стало более очевидным. Общий ежегодный доход от его поместий в 1086 году составлял 2078 фунтов, из которых около тысячи фунтов приносили рейпы в Суссексе, около 750 фунтов — поместья в Шропшире и Стаффордшире, а около 350 фунтов — остальные поместья. Больший доход был только у Одо, епископа Байё, единоутробного брата короля. С учётом же дохода от нормандских поместий (1031 фунт) Роджер был самым богатым арендатором Вильгельма I Завоевателя. При этом епископ Одо с 1082 года был в опале, в результате чего Монтгомери располагал бо́льшим земельным богатством, чем кто-либо в Англии, кроме короля, являясь ключевой фигурой в английской политике.

### Шропширскаямарка

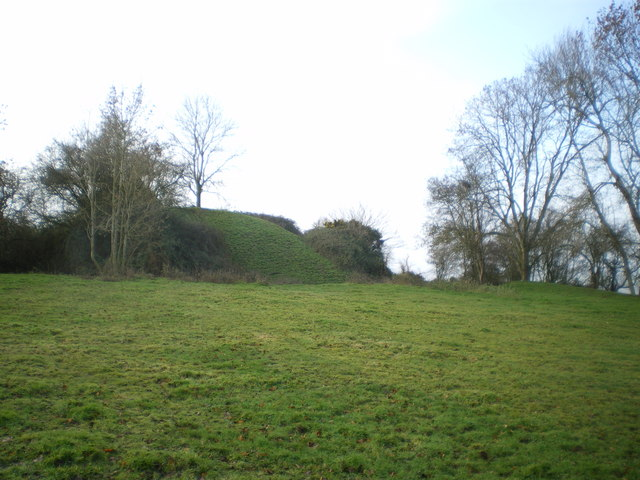
Хен Домен — остатки первого замка Монтгомери

Для обороны англо-валлийской границы Вильгельм Завоеватель отдал 3 пограничных графства троим своим ведущим вассалам. Получив Шропшир, Роджер поступил таким же образом, передав троим своим вассалам достаточно компактные анклавы на границе с валлийским Поуисом. Более плоский участок земель к северу от Северна последовательно получали Варин, а затем Рено де Байоль-ан-Гуфферн, двое мужей Амелии, племянницы графа; также они последовательно сменяли друг друга на посту шерифа Шропшира. В состав их земель входили поместья в сотне Руссе между Северном и Чеширом, а также Озуэстри, где Рено построил замок Лувр. Второй участок границы, представлявший собой пересечённую местность к югу от реки вокруг Кауса и Лонгдена, получил Роджер ле Корбе, происходивший, возможно, из Пей-де-Ко. К 1086 году его земли разделили между собой двое сыновей. И, наконец, третий участок границы, земли в долине рек Клан и Онни, был передан Пико де Сей родом из Аржантана. Из 230 гайд на границе в Шропшире, принадлежавших Роджеру, 196 занимали владения трёх его вассалов, потомки которых будут доминировать в графстве в течение нескольких следующих столетий.

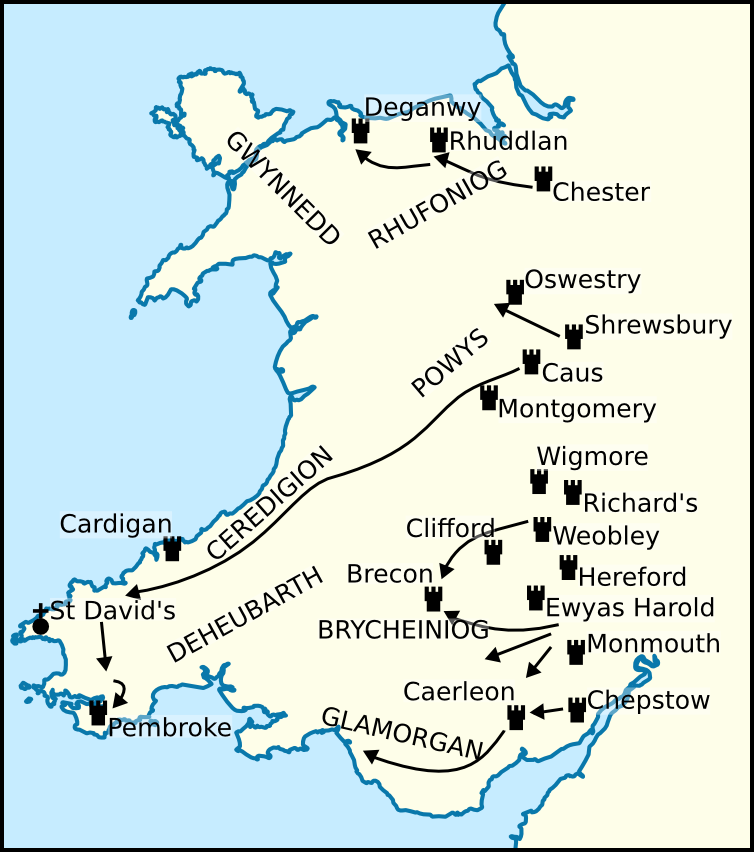
Англо-нормандская экспансия в Уэльсе

Для управления Шропширом Роджер создал 3 основных центра в долине реки Северн. Ещё до появления Монтгомери в графстве в его центре был построен замок Шрусбери. Вверх по Северну возле брода Ридухимен, возможно, до 1073 года Роджер начал строительство замка Монтгомери около современного города Монтгомери. Это был деревянный замок типа «мотт и бейли»; на первом этаже располагался зал, рядом находились большой амбар и около 70 других построек. Он просуществовал более столетия. Сейчас это место называется Хен Домен («старый курган»). Третьим центром стал Кватфорд на юго-востоке Шропшира, где на возвышении над бродом через Северн на подходе с юга в 1086 году был построен «Новый дом» (лат. nova domus). Из сохранившейся истории об основании церкви Кватфорда известно, что в последние годы своей жизни граф любил бывать в этом отдалённом участке своих владений; предположительно, он её основал в честь спасения второй жены от кораблекрушения. Помимо трёх основных замков, Роджер создал сеть земляных укреплений, холмов или крепостных стен, в результате чего под его контролем оказались все долины, соединяющие его владения с Уэльсом.
Передовой базой в графстве был Монтгомери, откуда Роджер при поддержке своих вассалов имел прекрасные возможности для нападения на валлийцев. Валлийские хроники сообщают о графе два факта: что он жестоко обращался с валлийцами и построил замок Кардиган. Точный год основания замка неизвестен. Это могло произойти во время одной из военных кампаний «французов», отправленных Роджером в валлийские земли, но Дж. Мейсон считает, что, вероятнее, он был построен в 1093 году, когда граф предпринял последний в своей жизни поход. Роджер стремился контролировать валлийцев, постоянно вторгаясь в верховья Ди и Северна. На севере коммоты Синлайт и Эдейрнион к 1086 году подчинялись шерифу графа — мужу его племянницы Рено, кастеляну Освестри. При этом Роджер сотрудничал с Гуго д’Авраншем, графом Честером, поскольку тот держал в качестве арендатора Монтгомери соседний коммот Иал. Сам Роджер владел в самом центре Уэльса кантревом Арвистли, через который проходили основные дороги к валлийскому побережью около Аберистуита и Кардигана. При этом отряды графа заходили и дальше, когда однажды его шериф Варин возглавил рейд на Ллин.
Для управления своими обширными владениями Роджер использовал чиновников, причём, судя по всему, для владений в Нормандии, Шропшире и Суссексе он использовал разных подчинённых. Сохранились сведения, что в Суссексе у графа был шериф. В Шропшире, кроме шерифа, были ещё, вероятно, стюард, констебль, два охотника и дворецкий. Каждый шериф сам был главным арендатором, причём шериф Шропшира был родственником графа по браку. Предполагаемый управляющий, Ральф де Мортимер, родственник Роджера, также был главным арендатором. Охотники и дворецкий владели равной землёй по 10 гайд (что вряд ли было случайным). Констебль же был безземельным (или почти безземельным). В Нормандии у Роджера были стюард и мажордом; нет никаких свидетельств, что они бывали в Англии. Кроме того, на службе у графа были разные клерки (в том числе и в замковых капеллах в Арунделе и Шрусбери); среди них были Оделериус, отец хрониста Ордерика Виталия, Годебальд и Герберт, которые были советниками графа. Вероятно, клерком был и Ричард де Белме, который во время правления Генриха I оказался на королевской службе и унаследовал управление Шропширом после двух старших сыновей Роджера.

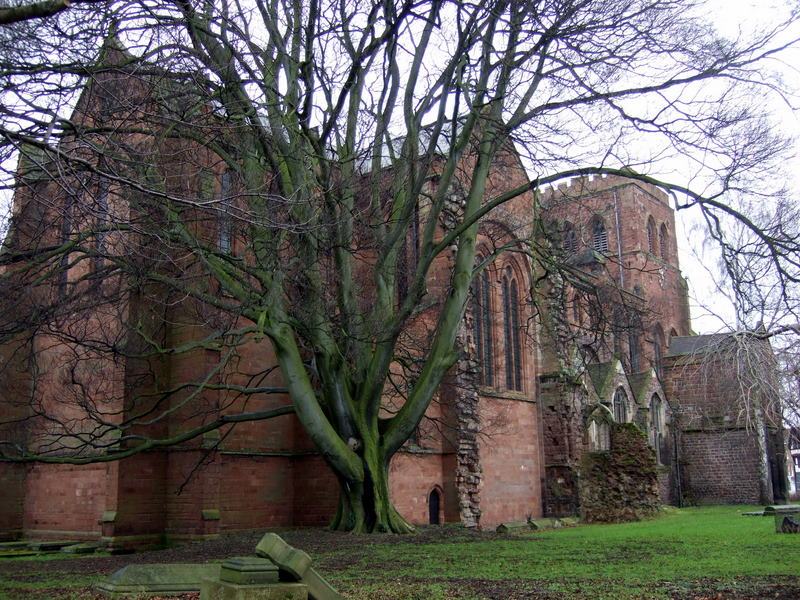
Аббатство Шрусбери, основанное Роджером, в котором располагалась его усыпальница

Роджер был одним из баронов, которые в Суссексе и Хэмпшире сдавали свои поместья в аренду по арендной плате, превышающей заявленную в «Книге Страшного суда» стоимость. Неизвестно, практиковалось ли подобное в Шропшире, однако там доходность его личных поместий увеличилась больше, чем у арендаторов. Кроме того, Роджер весьма дальновидно основал ряд крепостей в Нормандии и новые города в Шропшире, причём в последние переселял французских поселенцев, что позволило получать ему неплохой доход со своих владений. Находившиеся под его управлением города процветали. К 1086 году Арундел стал важным портом. В Кватфорде граф основал на тщательно выбранном месте новый квартал, где, возможно, стремился создать новый рынок. В результате и сам Роджер, и его сыновья имели в своём распоряжении значительные суммы наличных, которые позволяли им нанимать большое количество рыцарей, ввозить испанских жеребцов, выплачивать огромные штрафы королю и использовать наёмников.
В английских владениях Роджер основные пожалования церкви осуществлял в Шропшире; в Суссексе он только предоставил несколько поместий опекаемым им нормандским монастырям, в особенности основанному им Альманешу. В Шропшире же граф, вероятно, с помощью монахов из Ла Шарите-сюр-Луар около 1079—1082 годов воссоздал хорошо обеспеченный клюнийский монастырь Мач-Уэнлок. В 1083 году Роджер публично объявил о желании создать в самом Шрусбери бенедиктинское аббатство на месте деревянной церкви Святых Петра и Павла, стоявшей к востоку от Английского моста. Этой церковью управлял Оделериус. Для постройки новой каменной церкви были приглашены двое монахов из Се; для финансирования строительства был основан специальный фонд, в который шло 2/3 от взимаемой с поместий в Шропшире десятины. Кроме того, Роджер основал коллегиальную церковь в Кватфорде; она была торжественно освящена в 1086 году. В Монтгомери же он решил никаких религиозных сооружений не создавать.

## Последние годы, смерть и наследство

### Последние годы
Последние 15 лет правления Вильгельма I Завоевателя Роджер в основном провёл в своих английских поместьях, появляясь при королевском дворе в Англии или Нормандии и периодически участвуя в валлийских делах. В 1077 году он сопровождал короля в военной кампании в Мэн, где вспыхнуло восстание, приняв участие в мирных переговорах с Фульком ле Решеном, графом Анжу.
Смерть Вильгельма I Завоевателя в 1087 году вызвала у него такой же конфликт лояльности, как и у многих других представителей англо-нормандской знати. Ордерик Виталий сообщает, что как Вильгельм I, так и его сын, Вильгельм II Рыжий, наследовавший английскую корону, были привязаны к графу и его жене Мабель, но при этом Роджер был среди тех, кто умолял Завоевателя простить старшего сына, Роберта Куртгёза. В 1088 году Монтгомери присоединился к восстанию против нового английского короля. Оно было организовано единоутробными братьями Вильгельма I — Одо, епископом Байё, и Робертом, графом Мортеном, который был женат на дочери графа Шрусбери. Ордерик Виталий сообщает, что заговор планировался в Нормандии, затем Роджер прибыл в Англию. К восстанию присоединились и некоторые из его сыновей. Однако вскоре он был вынужден подчиниться Вильгельму II, вероятно, из-за того, что его старший сын, Роберт де Беллем, которому отводилась ведущая роль в мятеже, был арестован Робертом Куртгёзом, герцогом Нормандии. С разрешения короля граф Шрусбери отправился в Нормандию, чтобы укрепить свои замки против герцога, и смог освободить сына.
Вильгельм II не стал налагать какие-то карательные санкции на Роджера, который вновь оказался приближён к королю. В 1093 году граф вновь совершил набег в Западный Уэльс, а в конце года прибыл ко двору.
В 1094 году Роджер, чувствуя приближение смерти, постригся в монахи в основанном им аббатстве Шрусбери. Там он и умер 27 июля, вероятно, в возрасте 65 лет. Его похоронили в прекрасной гробнице «между алтарями»; до настоящего времени она не сохранилась.

### Наследство
Первая жена Роджера, Мабель де Беллем, была убита 2 декабря 1077 или 1079 года Гуго де ла Рошем, которого она ранее лишила владений. Доведённый до отчаяния дворянин уговорил своих трёх братьев помочь ему; они пробились в замок Бюр-сюр-Див, где в это время была графиня, ворвались в комнату, в которой она отдыхала после ванны, и отрубили ей голову. Существуют свидетельства, что Мабель, как и некоторые другие баронские жёны, была главным арендатором в Англии, однако не существует доказательств того, что она когда-либо посещала эти владения или поместья мужа в королевстве. К 1080 году Роджер женился вторично — на родовитой Аделаис, дочери Эбрара де Пюизе, происходившей из Иль-де-Франс. Ордерик Виталий противопоставляет её Мабель, называя любезной и добродетельной дамой, которая смогла изменить в лучшую сторону характер мужа, испорченный первой женой. Аделаис пережила мужа. В отличие от его первой жены, сохранились свидетельства, что она приезжала в Шропшир, где в 1085 году засвидетельствовала хартию о пожаловании земли епископом Херефорда.
Согласно Ордерику Виталию, в браке Роджера и Мабель родилось 5 сыновей: Роберт, Гуго, Роджер, Филипп и Арнульф, а также 4 дочери: Эмма, Матильда, Мабель и Сибилла. Однако известно, что в этом браке родился ещё один сын — Роджер, которого в источниках указывают с прозвищем «parvulo filio» (Младший). Он был старшим сыном Роджера II и Мабель и засвидетельствовал недатированную хартию, данную отцом аббатству Сен-Мартен-де-Се. Он умер, скорее всего, ребёнком до 1060/1066 года, когда наследником был назван следующий сын, Роберт.
Старший из выживших сыновей Роджера, Роберт Беллемский, после убийства матери управлял её наследственными владениями. После смерти отца он унаследовал и нормандские владения отца. Он пользовался расположением Вильгельма Завоевателя, посвятившего его в рыцари, а также женился на наследнице графства Понтье. Следующий по старшинству сын, Гуго, который при жизни отца владел полученным от короля большим и прибыльным поместьем в Стаффордшире, унаследовал английские владения отца и титул графа Шрусбери. Он погиб в 1098 году, после чего его владения и титул перешли к Роберту. Третий сын, Роджер, не наследовал каких-то земель, однако ему повезло жениться на сестре и наследнице графа де ла Марша в Пуату, из-за чего он известен под прозвищем «Пуатевинец»; кроме того, Вильгельм Завоеватель даровал ему ряд поместий в Англии и графский титул. Двое младших сыновей от первого брака отцовских земель не получили. Один из них, Арнульф, в 1090-е годы захватил земли в Пембрукшире, где в 1093 году построил замок Пембрук, а в 1098 году получил владения в Холдернессе; при жизни отца он получил графский титул (вероятно, графа Пембрука). Ещё один сын, Филипп, погиб во время Третьего крестового похода. Эврар, единственный сын от второго брака, который в момент смерти отца был ребёнком, описывается Ордериком Виталием как хорошо образованный человек, служивший королевским капелланом при королях Вильгельме II и Генрихе I. Некоторые исследователи пытались отождествлять его с Эверардом (Эбоардом) (умер в 1147), который в 1121 году стал епископом Норвича, однако Дж. Мейсон считает подобное маловероятным.
Из дочерей Роджера одна стала аббатисой монастыря, три других выгодно вышли замуж.
В 1102 году Роберт Беллемский восстал против короля Генриха I и был лишён английских владений, как и поддержавшие его братья Арнульф и Роджер. Роберт стал родоначальником 2-го Беллемского дома. Потомки Роджера Пуатевинца были графами де ла Марш. Достоверно не установлено, были ли сыновья у Арнульфа и Филиппа. К Филиппу или Арнульфу пытались выводить происхождение шотландского клана Монтгомери, хотя никаких доказательств подобной связи не существует; вероятнее, что именование клана происходит от названия замка Монтгомери в Шропшире. Кроме того, от Арнульфа пытались выводить своё происхождение представители валлийского рода Кэрью.

### Образ Роджера
Ордерик Виталий называет Роджера «мудрым и благоразумным человеком, любящим справедливость, который любил компанию учёных и трезвых людей». Считается, что это перечисление заслуг было прелюдией к записи о том, как граф полагался на собственного отца хрониста. Дальше он отмечает мудрый выбор Роджером людей на руководящие и командирские должности, а также указывает, что тот был (несмотря на некоторые проблемы) доброжелательным и заботился об интересах своих детей. Роберт Эйтон, вслед за Ордериком, называет Роджера «мудрым и политичным».
Английская писательница Хильда Прескотт, которая вывела Роджера в качестве героя в своём романе «Сын пыли» (англ. Son of Dust, 1938 год), подчёркивает его лояльность. Единственный раз, когда его покинула мудрость, — во время восстания 1088 года, однако его положение и прошлые заслуги были таковы, что он избежал наказания.
Роджер был единственным из вассалов Вильгельма Завоевателя, в честь которого было названо британское графство — Монтгомеришир в Уэльсе.

## Браки и дети
1-я жена: с около 1050 Мабель де Беллем (ум. 2 декабря 1079), наследница владений Беллемов на границе Нормандии и Мэна. Дети:
- Роджер де Монтгомери (умер до 1066)[3][6].
- Роберт де Беллем (около 1052/1056 — 8 мая после 1130), сеньор де Беллем, д’Алансон, де Донфрон и де Се в 1079—1113 годах, сеньор де Монтгомери в 1094—1113 годах, 3-й граф Шрусбери в 1098—1102 годах, родоначальник второго Беллемского дома[3][6][25].
- Гуго де Монтгомери (около 1053/1059 — 31 июля 1098), феодальный барон в Англии ранее 1086 года, 2-й граф Шрусбери с 1094 года[3][6][26].
- Роджер Пуатевинец (около 1065 — до 1140), феодальный барон в Англии в 1086—1102 годах, граф «Ланкастер» в 1093—1102 годах, граф де ла Марш (по праву жены) с 1098 года, родоначальник ветви графов де ла Марш[3][6].
- Филипп де Монтгомери (ум. в 1097/1099)[3][6][27].
- Арнульф де Монтгомери (ок. 1066—1118/1122), феодальный барон в Англии в 1090-х — 1102 годах, граф Пембрук в 1093—1102 годах, барон Холдернесса в конце 1090-х — 1102 годах[3][6][28][27]. К нему пытались вывести своё происхождение представители валлийского рода Кэрью[22].
- Эмма де Монтгомери (умерла 4 марта 1113), аббатиса монастыря Алменшеш[3][6].
- Матильда де Монтгомери (умерла около 1085); муж: до 1066 Роберт (после 1038 — 8 декабря 1095), граф де Мортен с 1063 года[3][6][32].
- Мабель де Монтгомери; муж: Гуго (умер 9 июня 1101/1105), сеньор де Шатонёф-ан-Тимерэ[3][6].
- Сибила де Монтгомери; муж: Роберт Фиц-Хэмон (умер в марте 1107), барон Гламоргана[3][6][33].

2-я жена: Аделаида де Пюизе (умерла после 1094), дочь Эбрара де Пюизе. Дети:
- Эверар де Монтгомери (умер до 1135/1136), клирик при дворах Вильгельма II и Генриха I[3][6].